# Mariusz Wach
Mariusz Wach (ur. 14 grudnia 1979 w Krakowie) – polski bokser, były posiadacz pasów WBC International oraz federacji TWBA w wadze ciężkiej.

## Kariera bokserska
W boksie zawodowym zadebiutował 29 kwietnia 2005 podczas gali boksu zawodowego w Świebodzicach, gdzie przez techniczny nokaut w pierwszej rundzie pokonał Łotysza Denissa Meļņiksa.
23 czerwca 2006 pokonał Kanadyjczyka Arthura Cooka, który poddał się w dziewiątej rundzie, przez kontuzję. Była to walka o Międzynarodowy Pas Mistrza Polski w wadze ciężkiej.
16 grudnia 2006 otrzymał szansę zdobycia pasa Mistrza Świata federacji TWBA w wadze ciężkiej z Węgrem Zoltánem Béresem. Mariusz Wach wygrał przez nokaut techniczny w czwartej rundzie.
24 kwietnia 2009 w Jarosławiu w walce wieczoru Gali Boksu Zawodowego pokonał przez techniczny nokaut w siódmej rundzie Amerykanina Juliusa Longa i obronił tytuł Mistrza Świata federacji TWBA w wadze ciężkiej.
Na przełomie kwietnia i maja 2010 Mariusz Wach pomagał w przygotowaniach Alberta Sosnowskiego do walki o mistrzostwo świata federacji WBC z Witalijem Kłyczką.
17 lipca 2010 Wach wrócił na ring po ponad rocznej przerwie, spowodowanej kontuzją. Na gali w Schwerinie pokonał przez nokaut w szóstej rundzie Christiana Hammera.
Na przełomie sierpnia i września 2010 Mariusz Wach pomagał w przygotowaniach byłemu mistrzowi świata wagi ciężkiej federacji WBC Samuelowi Peterowi do walki z Wołodymyrem Kłyczką o pasy IBF, IBO oraz WBO.
19 lutego 2011 Mariusz Wach stoczył pojedynek z Jonathanem Hagglerem o pas WBC Baltic. Polak wygrał w trzeciej rundzie przez nokaut. Była to druga walka Wacha po podpisaniu kontraktu z grupą promotorską Global Boxing oraz pierwsza z nowym trenerem, którym został były mistrz świata wagi ciężkiej organizacji WBO, WBA i IBF Michael Moorer.
29 lipca 2011 ciężko znokautował w czwartej rundzie Kevina McBride'a, zdobywając pas WBC International.
6 listopada 2011 pokonał w szóstej rundzie przez nokaut Jasona Gaverna.
24 marca 2012 obronił pas WBC International. Jego przeciwnikiem był Tye Fields, którego pokonał przez nokaut w szóstej rundzie.
23 sierpnia 2012 promująca go organizacja Global Boxing Promotions poinformowała oficjalnie o podpisaniu kontraktu na walkę Wacha z mistrzem świata organizacji IBF, WBO, IBO i WBA Wołodymyrem Kłyczką, która odbyła się 10 listopada 2012. Wach przegrał walkę z ukraińskim superczempionem na punkty (120:107, 120:107, 119:109) i była to pierwsza porażka w jego zawodowej karierze. Gaża Wacha za tę walkę wyniosła ok. milion dolarów, został jednak zdyskwalifikowany za stosowanie zabronionej substancji na osiem miesięcy, do 11 lipca 2013. Ostatecznie kolejną walkę stoczył dopiero po niemal dwóch latach, 17 października 2014.
12 grudnia 2014 w Radomiu Wach pokonał przez techniczny nokaut Amerykanina Travisa Walkera. Po serii ciosów Polaka, sędzia przerwał pojedynek w szóstej rundzie.
14 marca 2015 na gali w Lubinie Wach po dziesięciu rundach wygrał jednogłośnie na punkty 98:94, 97:93 i 97:93 z Nigeryjczykiem Gbengą Oluokunem.
19 czerwca 2015 w Ostrowcu Świętokrzyskim pokonał przez techniczny nokaut w szóstej rundzie Niemca Konstantina Airicha (20-11, 17 KO).
4 listopada 2015 Wach przegrał przez techniczny nokaut z Rosjaninem Aleksandrem Powietkinem w walce o pas WBC Silver.
18 marca 2017 roku przystąpił w Lipsku do starcia z faworyzowanym Erkanem Teperem. Wach wygrał jednogłośnie na punkty (116-112, 115-113, 115-113), dzięki czemu zdobył tytuł IBF Europy Wschodniej i Zachodniej.
11 listopada 2017 w Uniondale,  przegrał z Amerykaninem Jarrellem Millerem (20-0-1, 18 KO) przez techniczny nokaut w dziewiątej rundzie.
10 listopada 2018 w Gliwicach przegrał niejednogłośnie na punkty (93-96, 95-94, 93-97) z Arturem Szpilką.
6 kwietnia 2019 podczas gali MB Boxing Night: Ostatni taniec przegrał przez TKO w ósmej rundzie z reprezentantem Kongo Martinem Ilungą Bakole.
7 grudnia 2019 w Arabii Saudyjskiej przegrał jednogłośnie na punkty (93-97, 93-98, 93-97) z Brytyjczykiem Dillianem Whytem.
16 czerwca 2023 ogłoszono, że zawalczy z Frazerem Clarkiem w Londynie. Przegrał jednogłośną decyzją sędziów, notując 10. porażkę na zawodowym ringu
Podczas gali Marpanel Boxing Night, która odbyła się 13 października 2023 w Nowym Sączu zmierzył się z Michałem Bołozem. Wygrał jednogłośnie na punkty.
27 lipca 2024 w Londynie zawalczył o pas mistrzowski WBO Intercontinental wagi ciężkiej z Anglikiem, Mosesem Itaumą. W drugiej rundzie przegrał przez techniczny nokaut.
W walce wieczoru gali Kapeo Rocky Boxing Night, która odbyła się 12 kwietnia 2025 w Sopocie, zawalczył z Kacprem Meyną. W stawce starcia był należący do Meyny tytuł zawodowego mistrza Polski. Wach przegrał jednogłośnie na punkty.

## Kariera w kick-boxingu
W listopadzie 2023 roku ogłoszono, że Wach podpisał kontrakt na walkę z nowo powstałą organizacją kick-bokserską – Strike King. Debiut w nowej formule uderzanej, jaką było K-1, stoczył 13 stycznia 2024 w Kopalni Soli "Wieliczka”. Rywalem „Wikinga” został Bartosz Słodkowski, pięciokrotny mistrz Europy w Taekwondo-do ITF oraz mistrz świata w kickboxingu WAKO. Wach w drugiej rundzie pokonał faworyzowanego rywala przez nokaut (liczenie do 10).
Drugą walkę na zasadach K-1 stoczył 11 października 2024 podczas gali Strike King 3 w Piotrkowie Trybunalskim, na której zmierzył się z Marcinem Różalskim. Starcie zostało walką wieczoru wydarzenia. Po trzech rundach sędziowie ogłosili remis.

## Walka pokazowa w MMA
Na początku stycznia 2025 roku, organizacja MMA Attack, zapowiedziała debiut Mariusza Wacha w mieszanych sztuk walki. Wach w nowej formule walki zadebiutował 1 lutego 2025 podczas potrójnej gali Silesian MMA 20 & MMA Attack 5 & WIP 10 w Będzinie. Jego przeciwnikiem został były zawodnik organizacji UFC, Salim Touahri. Po trzech rundach walka zakończyła się remisem, gdyż wraz z rywalem umówili się, że przypadku decyzji sędziowskiej ich pojedynek zakończy się takim właśnie werdyktem. Starcie Wacha z Touahrim nie było zawodową walką, lecz pokazowym pojedynkiem.

## Lista walk

### Boks na zawodowym ringu
| Wynik     | Rekord | Przeciwnik              | Werdykt | Runda, czas | Data       | Miejsce                                                           | Uwagi |
| --------- | ------ | ----------------------- | ------- | ----------- | ---------- | ----------------------------------------------------------------- | --- |
| Przegrana | 38-12  | Kacper Meyna            | UD      | 10/10       | 12.04.2025 | Hala Stulecia Sopotu, Sopot                                       | Pojedynek o mistrzostwo Polski w wadze ciężkiej. Pojedynek mistrzostwo WBC Baltic w wadze ciężkiej. Main Event. |
| Przegrana | 38-11  | Moses Itauma            | TKO     | 2/10        | 27.07.2024 | Londyn                                                            | Pojedynek o mistrzostwo WBO Intercontinental w wadze ciężkiej.                                                  |
| Wygrana   | 38-10  | Michał Boloz            | UD      | 10/10       | 13.10.2023 | Nowy Sącz                                                         | |
| Przegrana | 37-10  | Frazer Clarke           | UD      | 10/10       | 16.06.2023 | York Hall, Bethnal Green                                          | |
| Wygrana   | 37-9   | Jakub Sosiński          | TKO     | 5/8         | 03.06.2023 | Kąty Wrocławskie                                                  | |
| Przegrana | 36-9   | Kevin Lerena            | UD      | 12/12       | 17.09.2022 | Johannesburg                                                      | Pojedynek o pas IBO Intercontinental w wadze ciężkiej.                                                          |
| Przegrana | 36-8   | Arsłanbiek Machmudow    | TKO     | 6/10        | 19.02.2022 | Montreal Casino, Montreal                                         | Walka o pasy WBC-NABF oraz WBA-NABA.                                                                            |
| Przegrana | 36-7   | Hughie Fury             | UD      | 10/10       | 12.12.2020 | Wembley, Londyn                                                   | |
| Wygrana   | 36-6   | Kevin Johnson           | UD      | 10/10       | 12.06.2020 | Konary                                                            | |
| Przegrana | 35-6   | Dillian Whyte           | UD      | 10/10       | 07.12.2019 | Ad-Dirijja                                                        | |
| Wygrana   | 35-5   | Giorgi Tamazashvili     | KO      | 1/6 2:59    | 05.10.2019 | Pieszyce                                                          | |
| Wygrana   | 34-5   | Gogita Gorgiladze       | TKO     | 2/8 0:13    | 14.09.2019 | Katowice                                                          | |
| Przegrana | 33-5   | Martin Bakole Ilunga    | TKO     | 8/10 2:29   | 06.04.2019 | Katowice                                                          | Pojedynek o Międzynarodowe Mistrzostwo Polski w wadze ciężkiej.                                                 |
| Przegrana | 33-4   | Artur Szpilka           | SD      | 10/10       | 10.11.2018 | Gliwice                                                           | |
| Przegrana | 33-3   | Jarrell Miller          | TKO     | 9/12 1:02   | 11.11.2017 | Uniondale (Nowy Jork)                                             | |
| Wygrana   | 33-2   | Erkan Teper             | UD      | 12/12       | 25.03.2017 | Lipsk                                                             | Walka o pas IBF Europy Wschodniej i Zachodniej.                                                                 |
| Wygrana   | 32-2   | Marcelo Luiz Nascimento | UD      | 10/10       | 14.05.2016 | Kędzierzyn-Koźle                                                  | |
| Przegrana | 31-2   | Aleksandr Powietkin     | TKO     | 12/12 0:50  | 04.11.2015 | Basket-Hall Arena, Kazań                                          | Walka o pas WBC Silver.                                                                                         |
| Wygrana   | 31-1   | Konstantin Airich       | TKO     | 6/10 2:39   | 19.06.2015 | Hala sportowo-widowiskowa KSZO, Ostrowiec Świętokrzyski           | |
| Wygrana   | 30-1   | Gbenga Oluokun          | UD      | 10/10       | 14.03.2015 | Cuprum Arena, Lubin                                               | |
| Wygrana   | 29-1   | Travis Walker           | TKO     | 6/10 2:30   | 12.12.2014 | Radom                                                             | |
| Wygrana   | 28-1   | Samir Kurtagić          | UD      | 8/8         | 17.10.2014 | Hala Ośrodka Sportu i Rekreacji, Dzierżoniów                      | |
| Przegrana | 27-1   | Wołodymyr Kłyczko       | UD      | 12/12       | 10.11.2012 | O2 World, Hamburg                                                 | Walka o pasy federacji IBF, WBA i WBO.                                                                          |
| Wygrana   | 27-0   | Tye Fields              | TKO     | 6/12 1:44   | 24.03.2012 | Resorts Hotel & Casino, Atlantic City, New Jersey                 | |
| Wygrana   | 26-0   | Jason Gavern            | TKO     | 6/12 1:03   | 06.11.2011 | Mohegan Sun Casino, Uncasville, Connecticut                       | |
| Wygrana   | 25-0   | Kevin McBride           | KO      | 4/12 2:25   | 29.07.2011 | Mohegan Sun Casino, Uncasville, Connecticut                       | |
| Wygrana   | 24-0   | Jonathan Haggler        | KO      | 3/10 1:22   | 29.02.2011 | Essex County College, Newark, New Jersey                          | |
| Wygrana   | 23-0   | Galen Brown             | TKO     | 4/6 2:48    | 12.11.2010 | Twin River Event Center, Lincoln, Rhode Island                    | |
| Wygrana   | 22-0   | Christian Hammer        | KO      | 6/8 1:56    | 17.07.2010 | Sport- und Kongresshalle, Schwerin, Meklemburgia-Pomorze Przednie | |
| Wygrana   | 21-0   | Julius Long             | TKO     | 7/10 2:17   | 24.04.2009 | Hala MOSiR, Jarosław                                              | |
| Wygrana   | 20-0   | Remigijus Žiaušys       | UD      | 6/6         | 07.02.2009 | Stadthalle, Rostock, Meklemburgia-Pomorze Przednie                | |
| Wygrana   | 19-0   | Jewgienij Orłow         | PTS     | 10/10       | 21.11.2008 | Hala Sportowa OSiR, Grodzisk Mazowiecki                           | |
| Wygrana   | 18-0   | Daniił Pierietiat’ko    | UD      | 8/8         | 07.08.2008 | OSiR, Świebodzice                                                 | |
| Wygrana   | 17-0   | Eric Boose              | TKO     | 7/8 1:53    | 11.07.2008 | Aragon Ballroom, Chicago, Illinois                                | |
| Wygrana   | 16-0   | Eduardo Franca          | KO      | 1/8 2:57    | 13.03.2008 | Hala Ośrodka Sportu i Rekreacji, Dzierżoniów                      | |
| Wygrana   | 15-0   | Jawor Marinczew         | UD      | 4/4         | 15.12.2007 | Best Western Hotel Mazurkas, Ożarów Mazowiecki                    | |
| Wygrana   | 14-0   | Andrij Kindricz         | UD      | 6/6         | 16.11.2007 | Hala Widowiskowo-Sportowa Jaskółka, Tarnów                        | |
| Wygrana   | 13-0   | Zoltán Béres            | TKO     | 4/12 1:58   | 16.12.2006 | Międzynarodowe Targi Poznańskie, Pawilon 3, Poznań                | |
| Wygrana   | 12-0   | Aleksandrs Borhovs      | RTD     | 5/6 3:00    | 16.12.2006 | Hala Widowiskowo-Sportowa, Włocławek                              | |
| Wygrana   | 11-0   | Arthur Cook             | RTD     | 9/10 0:01   | 23.06.2006 | The Odeum, Villa Park, Illinois                                   | |
| Wygrana   | 10-0   | Raman Suchacieryn       | UD      | 6/6         | 03.06.2006 | Hala Widowiskowo – Sportowa, Ostrołęka                            | |
| Wygrana   | 9-0    | Ołeh Bielikow           | TKO     | 2/6 1:34    | 06.04.2006 | Hala Sportowa OSiR, Grodzisk Mazowiecki                           | |
| Wygrana   | 8-0    | Earl Ladson             | UD      | 6/6         | 10.03.2006 | Schuetzen Park, North Bergen, New Jersey                          | |
| Wygrana   | 7-0    | Adele Olakanye          | UD      | 4/4         | 28.01.2006 | Boardwalk Hall, Atlantic City, New Jersey                         | |
| Wygrana   | 6-0    | Ołeksandr Subin         | UD      | 6/6         | 17.12.2005 | Sala Sportowa ZSPDM, Żyrardów                                     | |
| Wygrana   | 5-0    | Tomáš Mrázek            | UD      | 4/4         | 01.12.2005 | Hala Sportowo – Widowiskowa, Ostrołęka                            | |
| Wygrana   | 4-0    | Sedrak Agagulian        | UD      | 4/4         | 27.10.2005 | Hala Sportowa OSiR, Grodzisk Mazowiecki                           | |
| Wygrana   | 3-0    | Aleksandrs Borhovs      | UD      | 4/4         | 01.10.2005 | EWE-Arena, Oldenburg, Dolna Saksonia                              | |
| Wygrana   | 2-0    | Milan Bečák             | TKO     | 2/4 1:14    | 05.08.2005 | OSiR, Warszawa                                                    | |
| Wygrana   | 1-0    | Deniss Meļņiks          | TKO     | 1/4 0:30    | 29.04.2005 | OSiR, Świebodzice                                                 | |

Legenda: TKO – techniczny nokaut, KO – nokaut, UD – jednogłośna decyzja, SD- niejednogłośna decyzja, MD – decyzja większości, PTS – walka zakończona na punkty, RTD – techniczna decyzja sędziów 

### Kick-boxing
| Wynik   | Bilans | Przeciwnik (bilans przed walką) | Rozstrzygnięcie | Runda | Czas | Rozgrywki     | Data       | Miejsce              | Uwagi                          |
| ------- | ------ | ------------------------------- | --------------- | ----- | ---- | ------------- | ---------- | -------------------- | ------------------------------ |
| Remis   | 1-0-1  | Marcin Różalski (22-9-1)        | Remis           | 3     | 3:00 | Strike King 3 | 11.10.2024 | Piotrków Trybunalski | Walka w wadze open. Main Event |
| Wygrana | 1-0    | Bartosz Słodkowski              | KO (kolana)     | 2     | ?    | Strike King 1 | 13.01.2024 | Wieliczka            |                                |

### MMA (pokazowa walka)
| Wynik | Bilans | Przeciwnik (bilans przed walką) | Rozstrzygnięcie | Runda | Czas | Rozgrywki                               | Data       | Miejsce | Uwagi                                                                                         |
| ----- | ------ | ------------------------------- | --------------- | ----- | ---- | --------------------------------------- | ---------- | ------- | --------------------------------------------------------------------------------------------- |
| Remis | 0-0-1  | Salim Touahri (11-4)            | Remis           | 3     | 2:00 | Silesian MMA 20 & MMA Attack 5 & WIP 10 | 01.02.2025 | Będzin  | W przypadku braku skończenia walki przed czasem zostanie ogłoszony remis. Walka w wadze open. |

## Niedozwolony doping
Po przegranej walce z Aleksandrem Powietkinem w listopadzie 2015, media obiegła informacja, że próbki moczu pobrane od polskiego zawodnika na zawartość niedozwolonych środków dopingujących dały wynik pozytywny (wykryto sterydy anaboliczne), co dalszą karierę 36-letniego już boksera, wobec groźby kilkuletniej dyskwalifikacji, stawiało pod dużym znakiem zapytania. Nie była to pierwsza antydopingowa "wpadka" polskiego zawodnika – w 2012 roku po porażce z Wołodymyrem Kłyczką w Hamburgu ogłoszono, że Wach miał pozytywny wynik badania na obecność w organizmie niedozwolonych środków, w rezultacie czego został zdyskwalifikowany.